# بايمول
بايمول هو برنامج مفتوح المصدر لعرض ومعالجة البيانات من البروتينات والجزيئات البيولوجية الأخرى. تمت كتابة برنامج بايمول مفنوح المصدر بلغة برمجة بايثون.

## مواقع أخرى
- الموقع الرسمي
- PyMOL Wiki